# Walter Pohl
Walter Pohl (ur. 27 grudnia 1953 w Wiedniu) – austriacki historyk (mediewista), profesor na Uniwersytecie Wiedeńskim.
Magisterium (Mag. Phil.) w 1981, doktorat (Dr. phil.) w 1984. Habilitował się w 1990 na podstawie rozprawy "Die Awaren".
Był profesorem gościnnym na University of California Los Angeles (UCLA, 1993) i na Central European University w Budapeszcie (1994/95). Od 2006 jest profesorem historii średniowiecznej i nauk pomocniczy historii na Uniwersytecie Wiedeńskim.
Publikował recenzje na łamach czasopism: "American Historical Review", "English Historical Review", "Speculum", "Historische Zeitschrift", "Mitteilungen des Instituts für Österreichische Geschichtsforschung", "Archaeologia Austriaca", "Jahrbuch der österreichischen Byzantinistik", "Frühneuzeit-Info, "Early Medieval Europe", "Mediaevistik", "Bonner Jahrbücher", "Unsere Heimat" i "Byzantinische Zeitschrift".

## Monografie
- Die Awaren. Ein Steppenvolk in Mitteleuropa, 567-822 n. Chr. (München 1988, ²2002, ³2015), 529 stron (wyróżnione Böhlau-Preis der Österreichischen Akademie der Wissenschaften 1989).
- Die Awarenkriege Karls des Großen, 788-803. Militärhistorische Schriftenreihe 61 (Wien 1988), 55 stron.
- Die Germanen (Oldenbourgs Enzyklopädie der deutschen Geschichte 57, München 2000, ²2002), 160 stron.
- Le origini etniche dell’Europa. Barbari e Romani tra antichità e medioevo (Roma 2000), 325 stron.
- Werkstätte der Erinnerung. Montecassino und die langobardische Vergangenheit (Mitteilungen des Instituts für Österreichische Geschichtsforschung, Erg. Bd. 39, Wien 2001), 262 stron.
- Die Völkerwanderung. Eroberung und Integration (Stuttgart/Berlin/Köln 2002, ²2005), 266 stron, 273 stron.
- Eastern Central Europe in the Early Middle Ages: Conflicts, Migrations and Ethnic Processes (Romanian Academy. Institute of Archaeology Iaşi, Florilegium magistrorum historiae archaeologiaeque Antiquitatis et Medii Aevi 3, Bukarest/Braila 2008), 414 stron.
- Die ethnische Wende des Frühmittelalters und ihre Auswirkungen auf Ostmitteleuropa. Oskar-Halecki-Vorlesung - Jahresvorlesung des Geisteswissenschaftlichen Zentrums Geschichte und Kultur Ostmitteleuropas 2006 (Leipzig 2008), 36 stron.
- Razze, etnie, nazioni. Lezione magistrale al FestivalStoria 2007 (Torino 2010).